# 布賴斯林 (明尼蘇達州)
布賴斯林（英語：Bricelyn）是一個位於美國明尼蘇達州法里博縣的城市。

## 歷史
作為鐵路沿綫的路段，布賴斯林於1899年成立，同年設立營運至今的郵局。此地得名自城市當時的擁有者約翰·布賴斯（John Brice）。

## 人口
根據2020年美國人口普查的數據，布賴斯林的面積為0.75平方千米，當中陸地面積為0.75平方千米，而水域面積為0.00平方千米。當地共有人口348人，而人口密度為每平方千米464人。